# Novo Xingu
Novo Xingu là một đô thị thuộc bang Rio Grande do Sul, Brasil. Đô thị này có diện tích 80,587 km², dân số năm 2007 là 1858 người, mật độ 23,06 người/km².